# Moreira Brandão
José Moreira Brandão Castelo Branco Filho (Natal, 17 de fevereiro de 1860 — Rio de Janeiro, 1 de novembro de 1922) foi bacharel em Direito, magistrado e político brasileiro.

## Biografia
Nasceu em Natal, Rio Grande do Norte, filho de José Moreira Brandão Castelo Branco e de Ana Joaquina (Teixeira de Moura) Moreira Brandão. Seu pai fora um político de grande destaque no Rio Grande do Norte durante o período imperial, tendo exercido diversos mandatos como deputado provincial e geral. Pelo lado materno, era neto do coronel Estêvão José Barbosa de Moura, que chegou a assumir o governo daquela província por mais de uma vez.
Diplomado pela Faculdade de Direito de Recife, em 1883, iniciou sua carreira profissional como promotor público em Natal. Transferiu-se posteriormente para Minas Gerais, onde exerceu as funções de juiz municipal e, em seguida, juiz de direito ena cidade de Araguari.
Em 1910, com a eleição de Delfim Moreira ao governo do estado, Brandão foi escolhido para substituí-lo na Câmara dos Deputados. Reeleito para as quatro legislaturas seguintes, foi membro da Comissão de Tomadas de Contas e presidente da primeira Comissão Parlamentar de Inquérito criada na Câmara.
Faleceu no exercício do mandato, em 1 de novembro de 1922, aos 62 anos, no Hotel Glória, onde se achava hospedado. Em abril daquele mesmo ano, casara-se, em Pelotas, Rio Grande do Sul, com Dora Antunes Maciel, filha do finado Conselheiro Francisco Antunes Maciel.